# Атероспермовые
Атероспермовые (лат. Atherospermataceae) — семейство широколистных вечнозелёных деревьев и кустарников порядка Лавроцветные (Laurales). 
Опыляются преимущественно мухами и пчелами. 

## Роды
Семейство включает 7 родов и 20 видов, распространённых в Южном полушарии, при этом два вида произрастает в Чили и 12 в Австралазии:
- Atherosperma Labill. — Атеросперма — пять[4] видов, наиболее известный — Атеросперма мускусная (Atherosperma moschatum), произрастает в Тасмании, Виктория и Новом Южном Уэльсе.
- Daphnandra Benth. — четыре вида, произрастающих в Квинсленде и Новом Южном Уэльсе.
- Doryphora Endl. — Дорифора — два вида, произрастающих в Квинсленде и Новом Южном Уэльсе.
- Dryadodaphne S.Moore — три вида, произрастающих в Новой Гвинее.
- Laurelia Juss. — два вида, произрастающих в Новой Зеландии и Чили.
- Laureliopsis Schodde — монотипный род, представлен видом Laureliopsis philippiana, произрастает на юге Чили и в Аргентине.
- Nemuaron Baill. — монотипный род, представлен видом Nemuaron vieillardii, произрастает в Новой Каледонии.

В ряде источников роды этого семейства включаются в семейство Монимиевые (Monimiaceae).